# Luonetjärvi
Luonetjärvi är en sjö i Finland. Den ligger i kommunen Jyväskylä i landskapet Mellersta Finland, i den centrala delen av landet, 250 km norr om huvudstaden Helsingfors. Luonetjärvi ligger 134,7 meter över havet. Den är 20 meter djup. Arean är 2,17 kvadratkilometer och strandlinjen är 26,66 kilometer lång. Sjön  ingår i Kymmene älvs huvudavrinningsområde.   I omgivningarna runt Luonetjärvi växer i huvudsak blandskog.
I övrigt finns följande i Luonetjärvi:
- Lammassaari (en ö)